# Ilme
Die Ilme ist ein 32,6 km langer, linker und westlicher Nebenfluss der Leine in Niedersachsen, Deutschland.

## Name
Die Ilme wird im Jahr 1322 (Ilmede) erstmals schriftlich genannt. Der Name leitet sich vom altsächsischen *Ilmithi für 'Ulmengegend' ab.

## Geographie

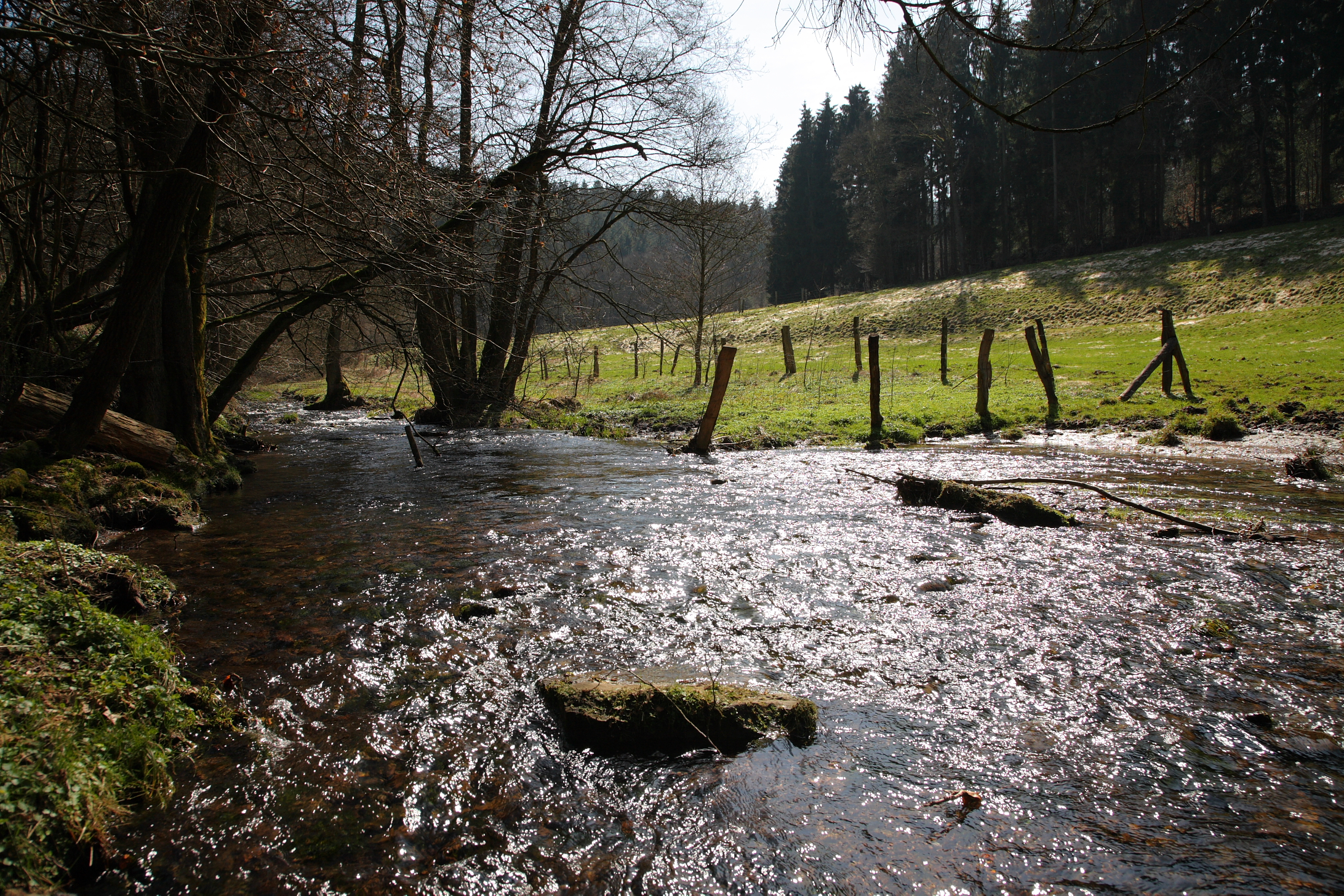
Oberlauf der Ilme im Naturpark Solling-Vogler entlang der L548 (bei Sievershausen-Abbecke)

### Oberlauf
Das Fließgewässer entsteht am Neuen Teich im Zentrum des Sollings bei 340 m ü. NN. In dem Hochmoor Teichwiesen und dem damit verbundenen unmittelbar westlich des Teiches gelegenen Hangquellmoor sammelt sich das Wasser, das die Ilme zuerst speist. Als Wildbach durchfließt ihr Oberlauf in naturnahem Umfeld einen nahezu vollständig bewaldeten Sollingteil bis Relliehausen. Unterwegs fließt der Abfluss des Lakenteiches zu. Sedimente sind im Bachtal sandartig, da die Schwemmlössüberlagerung unter Talbildung wegerodiert ist.

### Unterlauf

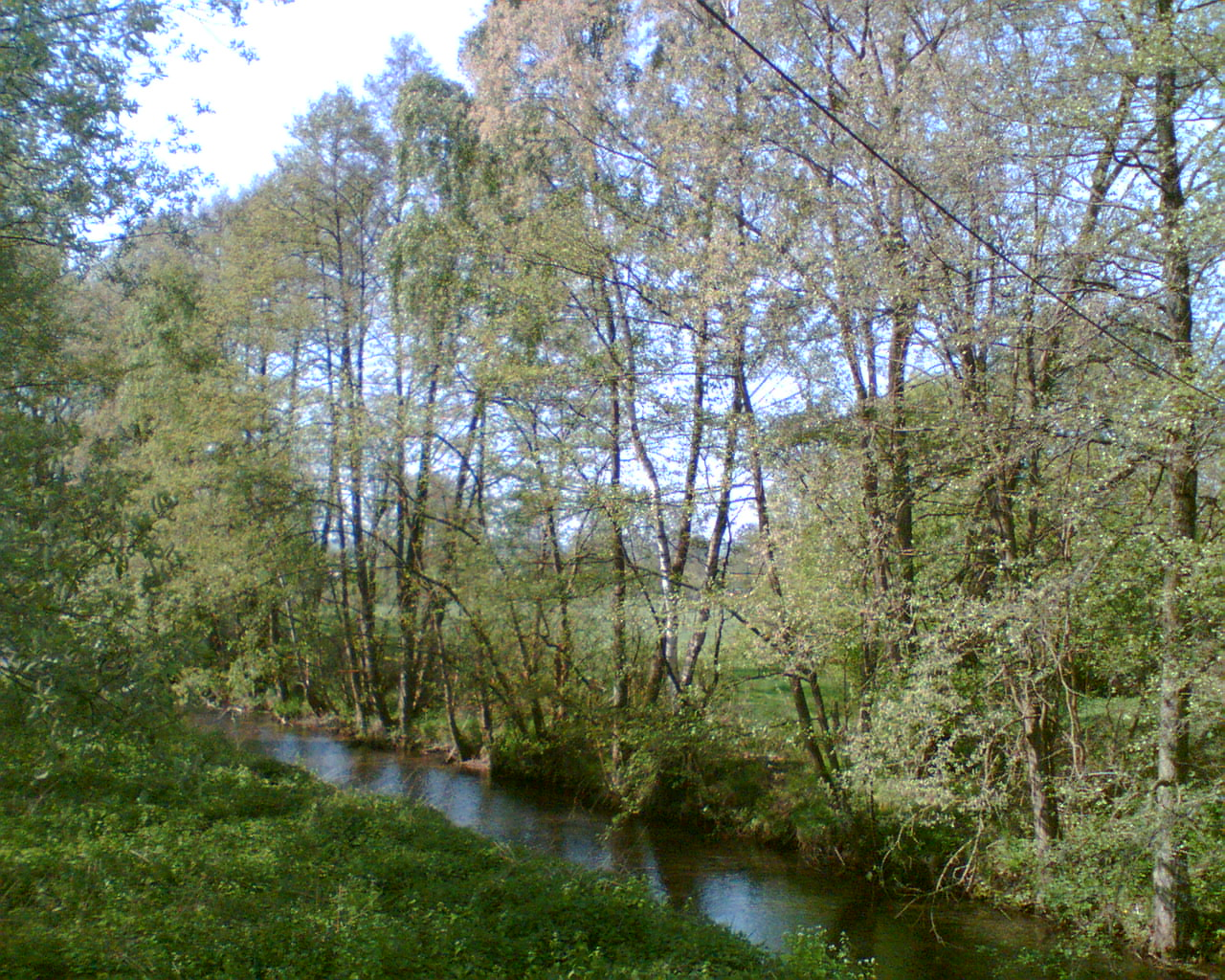
Unterlauf der Ilme mit Gehölzsaum bei Dassel

Ab Relliehausen fließt sie mit deutlich geringerem Gefälle als im Oberlauf. Der Unterlauf hatte infolge des geringen Gefälles bis etwa zur Jüngeren Tundrenzeit verwilderten Charakter und formte sich dann erst zum Mäander. Das Ilmebecken war mit Auwald bestanden. Rodungen zu Zeiten der Billunger und der Grafen von Dassel ließen eine Wiesenlandschaft entstehen, deren Vegetation die noch heute nahezu vollständig landwirtschaftlich genutzten Oberflächen stabilisierte. Auelehm sedimentierte am Saumbereich der Ilme.
Sie fließt zunächst nördlich nach Dassel bis zum Bierberg, verlässt dort das Dasseler Becken, um in das Einbeck-Markoldendorfer Becken einzutreten und fließt dann am Nordrand des Ellenser Waldes entlang in östlicher Richtung zwischen den Dörfern Eilensen und Krimmensen hindurch nach Markoldendorf. Hier nimmt sie die Bewer auf. Auch die Dieße fließt zu, bevor die Ilme Hullersen erreicht. Von dort fließt sie, teilweise begradigt, an den Südrand der Stadt Einbeck, wo das Krumme Wasser einmündet. Bei Einbeck führt auch die Bundesstraße 3 über die Ilme. Auf nur noch 105 m Höhe mündet sie bei Volksen in die Leine.

### Mühlenkanal

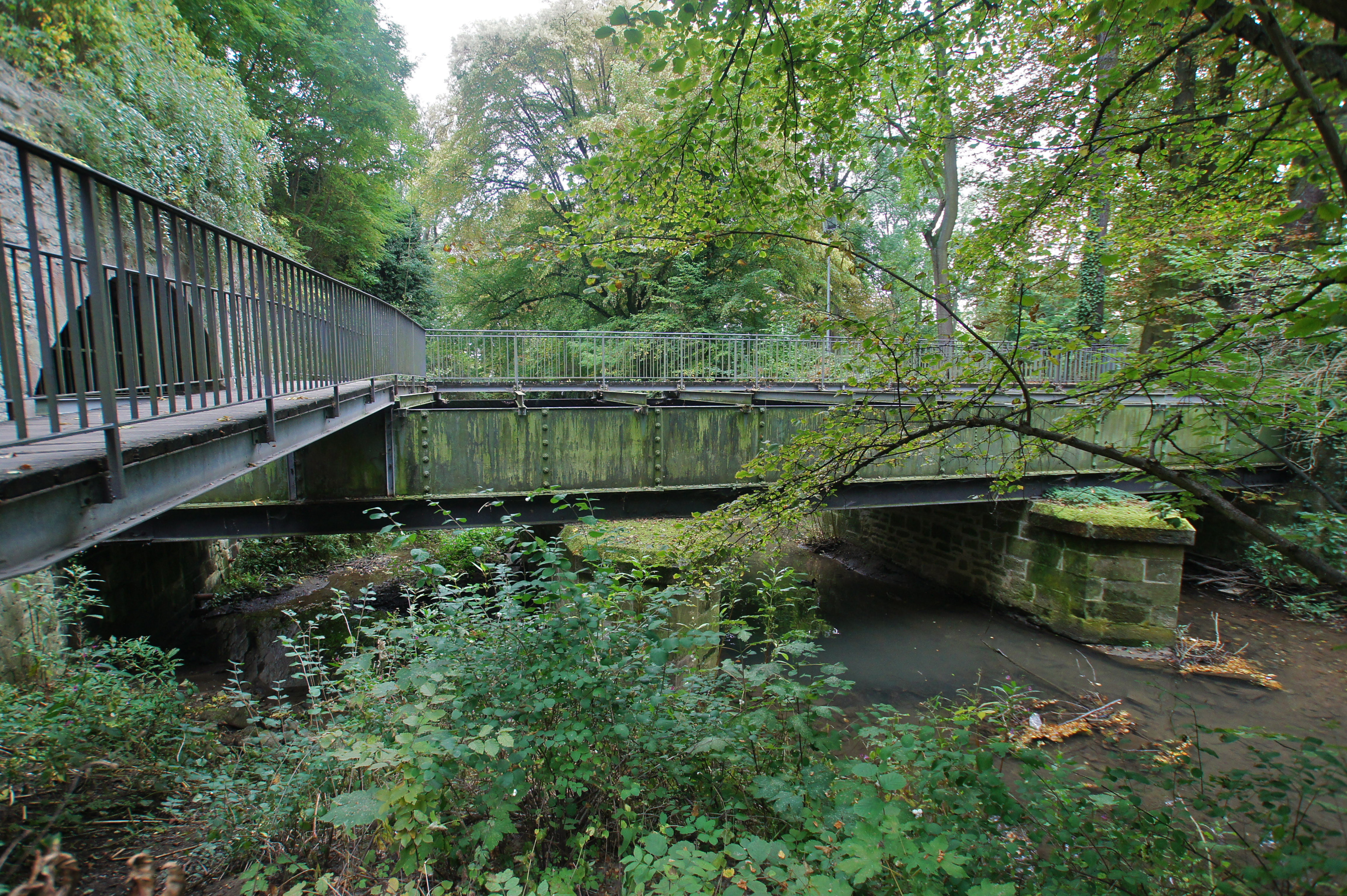
Aquädukt über dem Krummen Wasser; links: historischer Tunneleingang zum Wall, Fußgängerbrücke zum Diekturm

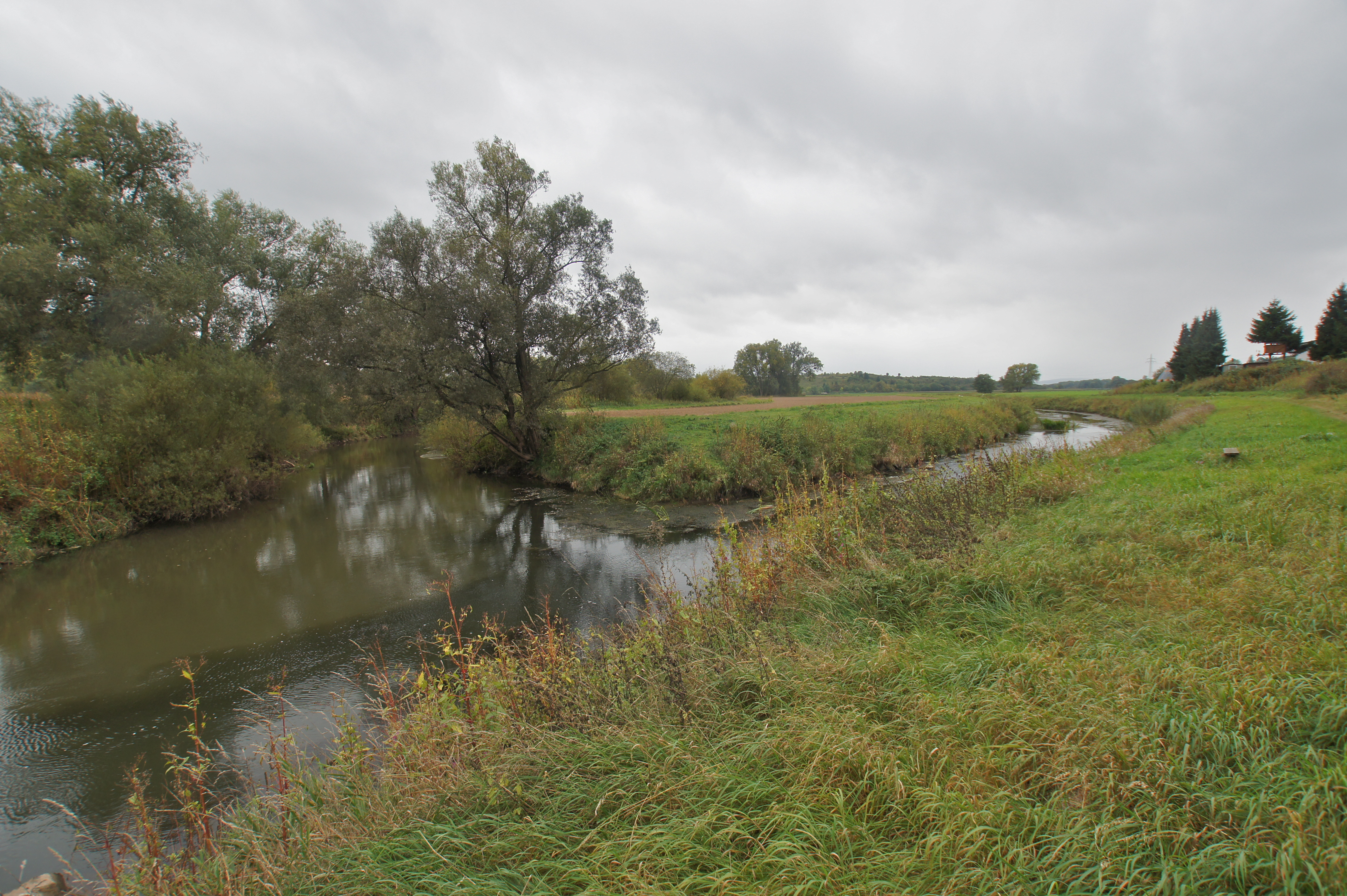
Mündung der Ilme in die Leine

Zum Betrieb von Wassermühlen in Einbeck wurde vor 1470 ein Kanal gegraben, der seitdem das Wasser der Ilme in die Stadt leitet. Etwa 1 km östlich von Hullersen zweigt der Mühlenkanal von dem Fluss ab. Das Wasser wurde dort an einem Wehr in den Kanal geleitet; der Vorgang wurde Hullerscher Überfall genannt. 2011 erfolgte der Rückbau zur Sohlgleite, um Fischwanderung zu ermöglichen. Der Kanal fließt dann in nordöstlicher Richtung an den Rand der Altstadt Einbecks. Da das Krumme Wasser die Altstadt in südöstlicher Richtung passiert, kreuzen sich Kanal und Bach, sodass der Kanal mittels Trogbrücke über das Krumme Wasser geleitet wird. Dabei handelt es sich um ein Aquädukt aus Metall anstelle der Holzkonstruktion der frühen Neuzeit. Zudem trifft der Kanal auf den Wall der Stadtbefestigung Einbeck, sodass dieser mittels Tunnel unterquert wird. Danach verläuft er in östlicher Richtung weiter, teilweise verrohrt, fließt südlich nahe an der Bartholomäus-Kapelle vorbei und mündet nach einer Gesamtstrecke von rund 4 km wieder in die Ilme.

## Flora und Fauna
In der Ilme wurden mit der Bachforelle und der Groppe verbreitete Fischarten nachgewiesen. In dem Bruchwaldgebiet der Quellzone bilden Torfmoose flächigen Bewuchs. In dem Gewässer selbst wachsen Krauses Laichkraut und Wassermoose. Der Uferbereich ist im Solling vorwiegend mit Fichten bestanden, im weiteren Verlauf fallen Schwarz-Erlen oder Weiden auf. In der Krautschicht finden sich ufernah Brennnesseln und Sauergrasgewächse, an die sich die landwirtschaftliche Nutzung als Wiesen anschließt. Das Ilmetal bietet auch dem Rotmilan, dem Neuntöter und dem Eisvogel Lebensraum.

## Naturschutz
Im Rahmen des Sechsten Umweltaktionsprogramms der EU wurde die Ilme einschließlich mehrerer Seitenbäche als FFH-Schutzgebiet ausgewiesen. 97 % der geschützten 706 ha Gesamtfläche sind Saumbiotope.
Auch die Umsetzung der Richtlinie 2000/60/EG (Wasserrahmenrichtlinie) unterstützt eine naturnahe Ökologie an der Ilme. An den Erhaltungs- und Entwicklungsmaßnahmen sind verschiedene Organisationen beteiligt. Ziel ist auch die Wiederansiedlung bereits verdrängter Arten wie der Äsche.

## Nutzung
Seit der Fertigstellung des Lakenteiches wurde auf der Ilme Flößerei betrieben. Die Baumstämme wurden bis 1737 nahe Holtensen zum Floß verbunden, danach in Relliehausen. Dort befand sich auch eine wasserbetriebene Papiermühle, die jeweils während eines Floßvorgangs stillstand.
Die Paul-Gerhardt-Schule Dassel nutzt die Wasserkraft der Ilme mit Hilfe einer Francis-Turbine zur Erzeugung von elektrischem Strom. An dem dortigen Wehr befindet sich eine Fischtreppe. In vorindustrieller Zeit war die in der Nähe betriebene Mühle derer Von Alten eine der dortigen Mühlen. Flussabwärts wurde in Markoldendorf die Bruchmühle betrieben, 2 km östlich davon die Juliusmühle. Ab dem 15. Jahrhundert wurden in Einbeck drei Stadtmühlen sowie die Walkemühle mit dem Wasser der Ilme betrieben.

## Sonstiges
Nach der Ilme benannt ist die von Salzderhelden über Einbeck nach Dassel führende Eisenbahnstrecke Ilmebahn und ein regionales Verkehrsunternehmen, die Ilmebahn GmbH (Bahn- und Busbetrieb).
Touristische Führungen in das Ilmetal werden von der regionalen Tourismus-Information im Eickeschen Haus organisiert.
In Markoldendorf betreibt der NLWKN eine offizielle Messstation des Pegels.